# 鄭先民
鄭 先民（チョン・ソンミン、朝鮮語: 정선민、1974年10月12日 - ）は、大韓民国の元女子プロバスケットボール選手。ポジションはフォワード。

## 来歴
韓国女子バスケットボールリーグ（WKBL）の新世界クールキャッツに入団し、タイトル獲得の原動力となる。2002年の日韓WリーグチャンピオンシップでMVPを受賞。
2003年には韓国人初のWNBA選手としてシアトル・ストームでプレー。
帰国後、国民銀行セイバーズ、新韓銀行S・バードを経て中国リーグでプレー後の2013年引退。
韓国代表としても長きに渡り活躍を続け、シドニー五輪及び2002年世界選手権でベスト4に貢献している。2005年アジア選手権を最後に代表引退するも、2007年アジア選手権で代表復帰し、優勝の原動力となる。2008年北京五輪にも出場。